# Alice in Hell
Alice in Hell ist das Debütalbum der kanadischen Thrash-Metal-Band Annihilator. Es erschien im September 1989 bei Roadrunner Records und gilt heute als Klassiker des Thrash Metals.

## Stil
Auf Alice in Hell spielen Annihilator Thrash Metal mit Speed- und leichten Power-Metal-Einflüssen. Auf das Akustikintro Crystal Ann folgen zumeist Songs mit schnellen Rhythmuspassagen und vielen Breaks sowie oft rasend schnell gespielten Soli. Alison Hell, der Titelsong, handelt – laut ausführlichen Erläuterungen zu jedem Stück im Booklet – von einem Mädchen, das nachts sowohl von etwas erschreckt wird, das draußen ist, wie von seinen eigenen Einbildungen – ein Thema, das von Metallica etwa mit Enter Sandman in ähnlicher Form variiert wird. Auch die weiteren Stücke handeln von Themen wie Tod (W.T.Y.D), Sexualität (Burns Like a Buzzsaw Blade) oder psychisch Kranken (Word Salad, Schizos Are Never Alone), wobei letztere Songs zum Teil nicht ganz ernst gemeinte Anspielungen beinhalten. Ligeia bezieht sich auf eine Erzählung von Edgar Allan Poe. Human Insecticide handelt von einem Gefangenen, der mit den Insekten in seiner Zelle Richter und Vollstrecker spielt.

## Entstehung
Nach der Unterzeichnung des Plattenvertrages bei Roadrunner wurde Alice in Hell von Jeff Waters zu großen Teilen allein aufgenommen und produziert: er spielte alle Gitarren und den Bass ein. Als Sänger ist der neu in die Band geholte Randy Rampage (zuvor D.O.A.) zu hören. Für die Tour wurden neben Schlagzeuger Ray Hartmann, der auch auf dem Album spielt, der zweite Gitarrist David Davis und Bassist Wayne Darley geholt. Auf dem Albumcover ist jedoch als zweiter Gitarrist Anthony Greenham genannt. Dieser hatte jedoch nur bei der Band vorgespielt, schaffte es jedoch nicht, Waters’ Material umzusetzen. Dennoch wurde er zu dieser Zeit auf den Wunsch der Plattenfirma auf das Coverfoto gesetzt, da Annihilator als Quintett gedacht waren. Daraufhin holte man Davis, der die Tour zu Alice in Hell spielte.
Die Songs stammen aus Jeff Waters’ Feder, zum Teil stammen sie von den vorangegangenen Demos wie etwa W.T.Y.D. Die Texte wurden zum Teil von Jody Weil und John Bates, dem ersten Sänger der Band, geschrieben. Ursprünglich sollte das Album Power Position heißen. Zum Erscheinen des Albums war ursprünglich eine US-Tour mit Exodus geplant, doch als diese nicht zustande kam, tourte die Band nach nur zwei Auftritten in Vancouver mit Onslaught in Europa, wo sie sich als gute Liveband einen Namen machte. Erst danach folgte eine US-Tour. Wenig später wurde Sänger Randy Rampage entlassen, da es mit ihm auf der Tour zu Auseinandersetzungen kam. Zum Titelstück, das alsbald zum Bandklassiker wurde, wurde auch ein Video gedreht – hier musste auf Betreiben von MTV Jeff Waters’ T-Shirt mit dem Werbeslogan „Fly Virgin“ unkenntlich gemacht werden, da es sonst mit Virgin Records verwechselt werden könnte.

## Rezeption
Alice in Hell wurde zum bestverkauften Debütalbum von Roadrunner bis 1990. Das Rock Hard nannte das Album in Person von Holger Stratmann „das Speed-Debüt des Jahres“. Besonders die Gitarrenarbeit sei „erstklassig“. Wäre das Album fünf Jahre zuvor erschienen, hätte es den Stellenwert von Kill ’Em All erhalten. Stratmann gab ihm neun von zehn Punkten. Das Magazin nahm die Platte auch in seine 500 Alben umfassende Bestenliste auf dem 72. Platz auf. Eduardo Rivadavia von Allmusic beschreibt die Musik als technischen „thinking man’s thrash metal“, wenngleich sich Waters mit seinen Texten manchmal etwas zu ernst nehme. Auf der Webseite wurden drei von fünf Sternen vergeben. Mike Stagno von Sputnikmusic.com meinte:„… the band did not gain the same popularity as some of the other thrash acts, especially in North America, which is unfortunate, as the band put out some very quality material. Alice in Hell ranks near the top of the band's discography, and is definitely an essential thrash album.“ („… die Band erreichte damit insbesondere in Nordamerika, nicht die Popularität anderer Thrash Alben, schade, angesichts des qualitativ hochwertigen Materials darauf. Alice in Hell gehört zu den besten Werken im Schaffen der Band, und ist definitiv ein essentielles Thrash Album.“)

## Titelliste
1. Crystal Ann (Waters) – 1:40
2. Alison Hell (Bates, Waters) – 5:00
3. W.T.Y.D. (Bates, Waters) – 4:56
4. Wicked Mystic (Waters, Weil) – 3:38
5. Burns Like a Buzzsaw Blade (Bates, Waters, Weil) – 3:33
6. Word Salad (Waters) – 5:49
7. Schizos (Are Never Alone), Parts. I & II (Waters) – 4:32
8. Ligeia (Waters) – 4:47
9. Human Insecticide (Bates, Waters) – 4:50
10. Powerdrain (Demo)  (Waters) – 2:49 *
11. Schizos (Are Never Alone), Parts. I & II (Demo)  (Waters) – 4:18 *
12. Ligeia (Demo)  (Waters) – 4:56 *

Mit * sind die 1988 aufgenommenen Demostücke gekennzeichnet, die auf der Version von 1998 als Bonus erschienen. W.T.Y.D. bedeutet Welcome to Your Death.